# Serdar Aziz
Serdar Aziz (n. 23 octombrie 1990) este un fotbalist turc liber de contract, care joacă pe post de fundaș sau fundaș central. Pe plan internațional, are prezențe la națională pentru Turcia U17⁠(d), Turcia U19⁠(d), Turcia U20⁠(d), Turcia U21⁠(d), Turcia, Turcia U16⁠(d), Turcia U18⁠(d) și Turcia B⁠(d).

## Primii ani
Aziz s-a născut în Osmangazi, Bursa. Tatăl său s-a născut în Bitola, Macedonia, iar mama sa s-a născut tot în Bursa. Are doi frați mai mari, un frate și o soră. Tatăl lui Aziz a fost un fotbalist amator în Bursa. La vârsta de 10 ani, Aziz s-a înscris la o școală de fotbal din Bursa. A petrecut 2 luni la acea școală, după care a ajuns la grupele de copii și juniori ale lui Bursaspor. Aziz a jucat inițial la mijlocul terenului datorită staturii sale mici. Cu toate acestea, Aziz și-a rugat antrenorul să îl folosească pe postul de fundaș central, deoarece el a crezut că nu era destul de  tehnic pentru a juca la mijlocul terenului. Aziz a crescut rapid, ceea ce l-a făcut să rămână pe poziția sa preferată.

## Carieră
Rașit Çetiner l-a chemat pe Aziz la prima echipă în 2006. Deși nu și-a făcut debutul pentru echipa mare, Aziz s-a antrenat alături de jucătorii de la prima echipă. El a fost împrumutat în clubul fiică Bursa Merinosspor pentru sezonul 2007-2008. Aziz nu și-a dorit să fie împrumutat, dar s-a convins să plece după ce și-a dat seama că clubul la care a fost trimis împrumut era practic unul și același cu Bursaspor. El a recunoscut că jocul fizic dur din Liga a treia a Turciei l-a ajutat să devină un fundaș central mai bun. Aziz și-a făcut debutul la profesioniști pentru Bursaspor la 25 octombrie 2008 împotriva lui Fenerbahçe, meci în care Bursaspor a pierdut cu 2-5. El a făcut parte din echipa lui Bursaspor care a câștigat Süper Lig în perioada 2009-2010.
La 23 februarie 2018 a marcat împotriva fostului său club Bursaspor într-o victorie scor 3-0.

## Cariera internațională
Aziz a jucat pentru Turcia la categoriile de vârstă U-16, U-17, U-18, U-19 și U-21. Aziz a făcut parte din echipa U-19 care a participat la Campionatul European de Fotbal sub 19 ani al UEFA din 2009.
Datorită faptului că avea strămoși kosovari, Aziz este eligibil să joace pentru echipa națională de fotbal din Kosovo deși se consideră turc și și-a exprimat dorința de a juca pentru Turcia.
El a fost convocat la echipa națională de fotbal a Macedoniei, convocare pe care el a respins-o, declarând din nou că dorința sa este de a reprezenta Turcia la nivel înalt. La 24 august 2007 a l-a accidentat pe jucătorul norvegian Mohammed Fellah într-un meci de la U-19.
El a debutat la echipa națională mare la 16 noiembrie împotriva Kazahstanului, iar în acel meci a marcat al treilea gol într-o victorie de 3-1.

## Onoruri

### Club
Bursaspor
- Süper Lig : 2009-2010

Galatasaray
- Süper Lig: 2017-2018
- Süper Kupa : 2016